# Farhad Daneshjoo
Farhad Daneshjoo (en persa: فرهاد دانشجو) (nascut el 4 de març de 1955 a Damghan) és un acadèmic iranià i l'actual president de la Universitat Tarbiat Modares.
Va ser president de la Universitat Azad, càrrec per al qual va ser escollit el 17 de gener de 2012, i del qual va ser destituït pel comitè central de la universitat el 18 de setembre de 2013. Es diu que era estudiant de doctorat a Anglaterra en l’època en què l’aiatol·là Jomeini va emetre la fatwa de condemna a mort contra Salman Rushdie. Va ser expulsat d’Anglaterra per haver participat, juntament amb altres estudiants, en la crema d’una llibreria que venia llibres de Rushdie. Anteriorment, havia estat president de la Universitat Tarbiat Modares durant cinc anys, entre 2005 i 2010.

## Família
És un dels tres germans Daneshjoo. El seu germà gran, Kamran Daneshjoo, va ser ministre de Ciència en el govern de Mahmud Ahmadinejad, i Khosro Daneshjoo va ser membre del Consell Municipal de Teheran. La seva germana, Parisa Daneshjoo, també és acadèmica.

## Educació[calcitació]
- Llicenciatura (BSc): Enginyeria Civil, Queen Mary College, Londres, Regne Unit, 1985.
- Màster (MSc): Enginyeria de Sistemes d’Informació, South Bank University, Londres, Regne Unit, 1986.
- Doctorat (PhD): Simulació de Terratrèmols, Universitat de Westminster, Regne Unit, 1991.